# Đuôi chồn lá hình tim
Đuôi chồn lá hình tim hay huyền thảo tim (danh pháp: Uraria cordifolia) là một loài thực vật có hoa trong họ Đậu. Loài này được Wall. miêu tả khoa học đầu tiên.